# قایق دانته
قایق دانته (به فرانسوی: Dante et Virgile aux enfers) نام اثری بسیار مشهور از اوژن دولاکروا است که در سال ۱۸۲۲ میلادی، با رنگ روغن بر روی بوم خلق شد. از لحاظ سبک‌شناسی این اثر متعلق به دوران گذار از نئوکلاسیک به رمانتیک است.
موضوع تابلو، برگرفته از کتاب کمدی الهی اثر دانته آلیگیری شاعر و نویسنده ایتالیایی است. راهنمای دانته در سفر خیالی به دوزخ و به همراه وی بر روی قایق، ویرژیل، شاعر ایتالیایی است که چند قرن پیش از دانته می‌زیسته‌است.
هم‌اکنون این تابلو، تحت مالکیت موزه لوور قرار دارد.